# Yadamon
Yadamon (яп. ヤダモン) или  Yadamon: Magical Dreamer — аниме-сериал, созданный студией Avaco Creative Studios впервые транслировался по телеканалу NHK с 24 августа 1992 года по 16 июля 1993 года. Однако последние 60 серий показывались по образовательному каналу NHK.. По сюжету главная героиня Ямадон и молодая волшебница может превращать свои волосы в крылья бабочки. Данный сериал является ремейком другого сериала — Chibikko Kaiju Yadamon, который был выпущен студией P Production и транслировался с 2 октября 1967 года по 25 марта 1968 год. Главным героем здесь является зелёный монстрик.
На основе сериала 1992 года студией Sting Entertainment была выпущена компьютерная игра в жанре квест для Super Famicom в 1993 году.

## Сюжет
После того, как Ядамон совершает ошибку в волшебном лесу, мать главной героини изгоняет её в мир людей. Она делает это не только, чтобы проучить дочку, но у неё есть огромная страсть к человеческим журналам и книгам. Мама  периодически следит за Ядамон, потому что та всё время попадает в проблематичные ситуации, засыпая в любой момент.
Мир стал современных, полным мегаполисов и новых технологий. Кроме того многие животные вымерли. Ядамон находит островок где собирается воссоздать вымершие виды животных. На острове она встречается с Жаном и его родителями — Эдвардом и Марией. Ядамон, как подобает любопытному ребёнку стремится узнать больше о человеческом обществе и всё время попадает в сложные ситуации. Чтобы избегать дурных ситуаций фея Тимон, может останавливать на небольшой промежуток время.
Ядамон учится адаптироваться к современному человеческому обществу. Однако главной угрозой для неё является Кира, злая ведьма, которая была запечатана в жерле вулкана великой волшебницей Берил и теперь сумела сбежать. Желая отомстить всем, она будет сеять зло, в том числе и Ядамон. В конце сериала раскрывается истинное происхождение таинственных яйц, которые порождают злой клон Ядамон чтобы вызвать апокалипсис.

## Роли озвучивали
- Мика Канаи — Ядамон
- Рин Мицухара — Таимон
- Риэ Ивацубо — Жан
- Иссэи Футамата — Эдвард
- Мами Судзуки — Мария
- Ёко Каванами — Королева (мама Ямадон)
- Юко Минагути — Кира
- Канэто Сиодзава — Энрико (король фей)
- Масахиро Андзай — Бутч
- Рюдзи Саикати — Виллиам
- Кёко Минами — Ханна (Мииру)
- Ясунори Мацумото — Синуи
- Норико Она — Берил